# میکی آتش‌نشان
میکی آتش‌نشان (به انگلیسی: Mickey's Fire Brigade) یک فیلم کوتاه انیمیشن آمریکایی محصول سال ۱۹۳۵ است که توسط استودیو انیمیشن والت دیزنی تهیه و توسط یونایتد آرتیستس منتشر شده است. ستاره های کارتونی این اثر میکی موس ، دانلد داک و گوفی در نقش مأموران آتش نشانی ظاهر شدند. کارگردانی این انیمیشن توسط بن شارپستین انجام شده است. 